# Cita a ciegas (tipo de cita)
Una cita a ciegas es aquella en la que las dos personas que se reúnen no se han conocido previamente. Pueden haber sido organizadas por amigos o familiares de una o ambas partes, o por sistemas de citas (como empresas de contactos). Está considerada por los psicólogos como una de las experiencias emocionales más estresantes, principalmente debido a la gran pérdida de autoconfianza por ambas partes y el inevitable temor a lo desconocido.[cita requerida]
Este tipo de citas se han vuelto más comunes con el crecimiento de internet, ya que los internautas que se conocen a través del chat, la mensajería instantánea o los foros, al final deciden encontrarse en persona. Después acudirán a un lugar en donde tendrán la oportunidad de hablar y conocerse el uno al otro. Esta modalidad de la cita pudiera no considerarse como "a ciegas", puesto que tales personas se han comunicado previamente. Igualmente sucede con las llamadas redes sociales como por ejemplo Facebook, Hi5, Sonico, etc.; mas en este caso ya deja de ser totalmente "a ciegas" debido al hecho de que las personas suelen publicar fotos. También podemos decir que las citas a ciegas conllevan al sexo ocasional pues incluso en los últimos años con el internet se han incrementado más este tipo de encuentros incluso solo para tener relaciones sexuales.[cita requerida]

## Normas en las citas a ciegas
1. Sentido común.
2. Quedar en un sitio público con gente.
3. Si es posible, ir 4 personas. Los de la cita y un amigo/amiga de cada uno.
4. En la cita, preguntar todo sobre la vida de la otra persona. En esta cita se trata de despejar dudas y saber quien es la otra persona.
5. Que la primera cita sea a primera hora de la tarde. Este tipo de citas no requieren tanto compromiso.
6. No esperes a la persona de tus sueños. Ve con la idea de pasar el rato y conocer a la otra persona.
7. Da tiempo a la cita, es complicado para los dos.
8. Si ves que la otra persona no te interesa. Corta la cita. La otra persona seguro que lo está notando. Di que lo sientes pero que esta cita no va como esperabas, y te despides.
9. Si te gusta pero te faltan palabras, dilo, la sinceridad es lo mejor. Di que te atrae/gusta/etc. pero que no se te da bien el primer contacto. La sinceridad relaja la situación.[1]

## Consejos a tener en cuenta en una cita a ciegas

#### 1. Investiga de Manera Sutil
Descubriendo Intereses Comunes Antes de aventurarte en una cita a ciegas, es una buena idea obtener una visión general de la persona con la que te reunirás. Examina sus perfiles en redes sociales para conocer sus pasatiempos, gustos musicales y actividades favoritas. Esta información te brindará puntos de conversación iniciales y te ayudará a evitar momentos incómodos de silencio. Sin embargo, evita profundizar demasiado en su vida personal, ya que el elemento de sorpresa y descubrimiento es parte de la magia de las citas a ciegas.

#### 2. Escoge un Lugar Familiar y Seguro: Creando un Ambiente Relajado
La elección del lugar de encuentro es crucial para establecer el tono de la cita. Opta por un lugar que sea conocido para ambos o que tenga un ambiente relajado y acogedor. Esto ayudará a reducir la ansiedad inicial y permitirá que ambos se sientan más cómodos. Además, elige un lugar público y bien iluminado para garantizar la seguridad de ambos. Puede ser un café acogedor, un parque concurrido o un restaurante casual.

#### 3. Sé Auténtico y Abierto: Construyendo Conexiones Significativas
Uno de los mayores errores en las citas a ciegas es tratar de impresionar a toda costa. En lugar de eso, muestra tu auténtico yo. Comparte tus pasiones, experiencias y opiniones de manera honesta. La autenticidad crea un ambiente de confianza mutua y hace que la conversación fluya de manera natural. Además, muestra un interés genuino en la otra persona, haciéndole preguntas sobre sus experiencias y escuchando sus historias con atención.

#### 4. Mantén las Expectativas Equilibradas
Disfrutando del Momento Presente Es natural tener ciertas expectativas antes de una cita a ciegas, pero es importante mantenerlas en perspectiva. Recuerda que esta cita es una oportunidad para conocer a alguien, no necesariamente para encontrar a tu alma gemela en el primer intento. Mantén una mente abierta y enfoque en disfrutar del momento presente sin preocuparte demasiado por el futuro. Esto aliviará la presión y te permitirá relajarte y ser tú mismo.

#### 5. Confía en tu Intuición
Priorizando tu Comodidad y Seguridad Durante la cita, escucha atentamente tus instintos y emociones. Si algo te hace sentir incómodo o inseguro, no dudes en tomar medidas para protegerte. Tu seguridad y bienestar son siempre lo más importante. Al mismo tiempo, si sientes una conexión genuina con la otra persona y te sientes a gusto, permítete explorar esa conexión sin restricciones. La intuición puede ser una guía valiosa en las citas a ciegas.

#### Conclusión
Un Viaje de Descubrimiento y Posibilidades Las citas a ciegas pueden ser un emocionante viaje lleno de descubrimiento y posibilidades. Al seguir estos consejos, estarás mejor equipado para enfrentar esta experiencia con confianza y entusiasmo. Mantén una mentalidad abierta, valora la autenticidad y confía en tu intuición. Cada cita a ciegas es una oportunidad para aprender más sobre ti mismo, sobre los demás y sobre las conexiones humanas en general. ¡Disfruta del viaje y abre las puertas a nuevas relaciones y experiencias emocionantes!